# Paracrias anthonomi
Paracrias anthonomi is een vliesvleugelig insect uit de familie Eulophidae. De wetenschappelijke naam is voor het eerst geldig gepubliceerd in 1987 door Woolley & Schauff.